# Cyann & Ben
Cyann & Ben est un groupe de post-rock français, originaire de Charleville-Mézières, dans les Ardennes. Le groupe est formé en 2001 et séparé en 2009. Il compte trois albums studio, Spring (2003), Happy Like an Autumn Tree (2004), et Sweet Beliefs (2006).

## Biographie
Le groupe est un quatuor composé de Cyann au chant et clavier, de Ben à la guitare et au chant, de Loïc à la guitare et Charlie à la batterie,. Le groupe publie un premier EP en 2001. Le premier album Spring est publié en 2003 par le label Gooom Disques rencontré par l'intermédiaire de leurs voisins de palier de l'époque M83,. Le groupe publie un deuxième album intitulé Happy Like an Autumn Tree,. 
Sweet Beliefs, le dernier album du groupe, est publié en 2006,. Le groupe réussit au cours de sa carrière à s'attirer des critiques positives dans la presse spécialisée française et étrangère notamment de la part du site américain Pitchfork. Le premier album du groupe est ainsi présent dans la liste des meilleurs albums de l'année 2003 du site. Le groupe se sépare en début de l'année 2009 après le départ de la chanteuse Cyann. Le reste du groupe continue sous le nom de Yeti Lane.